# Куп европских изазивача у рагбију 2018/19.
Куп европских изазивача у рагбију 2018/19. (службени назив: 2018–19 European Rugby Challenge Cup) је било 23. издање овог другог по квалитету и важности, европског клупског рагби такмичења.
Учествовало је двадесет рагби клубова, франшиза и покрајинских тимова из Румуније, Русије, Италије, Француске, Републике Ирске, Велса и Енглеске. У финалу су се за пехар борила два француска представника Клермон Оверња и Ла Рошел. Пред око 28 000 гледалаца у Њукаслу, на стадиону Сент Џејмс парк, Клермон Оверња је трећи пут освојио Куп европских изазивача.
Те сезоне највише есеја је дао Аустралијанац Питер Бетем, првотимац Клермона, а највише поена дао је Новозеланђанин Ихаја Вест, рагбиста Ла Рошела. У просеку је било постизано око седам есеја на утакмици, а било је између седам и осам хиљада гледалаца на трибинама у просеку на утакмицама. Клермон Оверња, Ла Рошел и Бордо бегл су били међу најгледанијим екипама. Клермон Оверња је био и најмоћнији учесник у финансијском смислу, јер је буџет овог француског рагби клуба за ту сезону био око 32 000 000 евра.
Немачком рагби клубу Хајделбергер је забрањено учешће, јер је власник тог клуба швајцарски адвокат и бизнисмен Ханс Питер Вилд уједно и власник Стад Франса, клуба који је такође учествовао у Купу изазивача ове сезоне. Правила Купа европских изазивача су таква да не могу учествовати два рагби клуба која имају истог газду.

## Учесници
Укупно је учествовало двадесет рагби тимова. Осам француских клубова су се изборили за учешће у Купу изазивача на основу пласмана у француском Топ 14 првенству. Пет енглеских рагби клубова се изборило за место у Купу изазивача на основу места на табели на крају првенства Енглеске. Два тима из Велса, два тима из Италије и један покрајински тим из Републике Ирске су добили шансу да учествују у Купу изазивача на основу њихове позиције на табели на крају такмичења Про 14. Руски клуб Јенисеј Краснојарск и румунски представник Темишвар сараценси су се за учешће у Купу изазивача изборили захваљујући одличним партијама у Континенталном штиту Европе.
Немачка
- Хајделбергеру је забрањено учешће, иако је немачки тим то заслужио као учесник финала Континенталног штита Европе.  Немачка

Русија
- Јенисеј Краснојарск  Русија

Румунија
- Темишвар сарасенси  Румунија

Италија
- Парма Зебре  Италија
- Бенетон Тревизо  Италија

Француска
- Стад Франс  Француска
- Перпињан  Француска
- По  Француска
- Ла Рошел  Француска
- Гренобл  Француска
- Клермон Оверња  Француска
- Бордо  Француска
- Ажен  Француска

Република Ирска
- Конот  Република Ирска

Велс
- Оспрејси  Велс
- Дрегонси  Велс

Енглеска
- Бристол берси  Енглеска
- Харлеквинси  Енглеска
- Нортхемптон Сеинтси  Енглеска
- Сејл шаркси  Енглеска
- Вустер вориорси  Енглеска

## Жреб
Жреб за групну фазу је одржан у јуну 2018. године у Швајцарској. О повлашћеним екипама у жребу одлучивао је учинак тимова у рагби такмичењима, као и европска клупска рагби ранг листа.
Шешир 1
Бенетон Тревизо , Ла Рошел , По , Нортхемптон сеинтси  и Сејл шаркси .
Шешир 2
Зебре , Конот , Оспрејси , Харлеквинси  и Клермон Оверња .
Шешир 3
Дрегонси , Бордо бегл , Ажен , Бристол берси  и Вустер вориорси .
Шешир 4
Темишвар сараценси , Јенисеј Краснијарск , Гренобл , Перпињан  и Стад Франс .

## Информације о тимовима
|    | Рагби тим                   | Стадион                                  | Главни тренер                          | Капитен                                    |
| -- | --------------------------- | ---------------------------------------- | -------------------------------------- | ------------------------------------------ |
| 1  | Темишвар сарасенси Румунија | Стадион Дан Палтинишану, (32 000)        | Честер Вилијамс Јужноафричка Република | Василе Рус Румунија                        |
| 2  | Јенисеј Краснојарск Русија  | Централни стадион Сочи (10 000)          | Александер Первукин Русија             | Улдис Саулите Летонија                     |
| 3  | Зебре Италија               | Стадион Серђо Лафранки (5 000)           | Мајкл Бредли Република Ирска           | Томасо Кастело Италија                     |
| 4  | Бенетон Тревизо Италија     | Стадион Комунале ди Мониђо (6 700)       | Керијан Кроули Нови Зеланд             | Дин Бад Италија                            |
| 5  | Стад Франс Француска        | Стадион Жан Бујин (20 000)               | Хејнеке Мајер Јужноафричка Република   | Серђо Парисе Италија                       |
| 6  | Перпињан Француска          | Стадион Ејм Жирал (14 500)               | Франсојс Гелејз Француска              | Жилам Виласека Француска                   |
| 7  | По Француска                | Стадион Ду Хемо (18 300)                 | Симон Мани Нови Зеланд                 | Жулијен Томас Француска                    |
| 8  | Ла Рошел Француска          | Стадион Марсел Дефландре (16 000)        | Ксавијер Гарбахоса Француска           | Виктор Вито Нови Зеланд                    |
| 9  | Гренобл Француска           | Стадион Алпс (20 000)                    | Стефан Глас Француска                  | Антонин Берујер Француска                  |
| 10 | Клермон Оверња Француска    | Спортски стадион Марсел Мишелин (19 000) | Френк Азема Француска                  | Демијан Шоули Француска                    |
| 11 | Бордо бегл Француска        | Стадион Чабан Делмас (34 600)            | Рори Тиг Енглеска                      | Клемент Мејнедер Француска                 |
| 12 | Ажен рагби Француска        | Стадион Арманди (14 000)                 | Маурисио Ређиардо Аргентина            | Ентон Ербани Француска                     |
| 13 | Конот рагби Република Ирска | Спортски терен Голвеј (8 000)            | Енди Френд Аустралија                  | Џерад Батлер Аустралија                    |
| 14 | Оспрејс Велс                | Стадион Либерти (20 000)                 | Алек Кларк Северна Ирска               | Јустин Типурић Велс Хрватска               |
| 15 | Дрегонси Велс               | Родни Парада (8 000)                     | Бернард Џекмен Република Ирска         | Кори Хил Велс                              |
| 16 | Бристол берси Енглеска      | Ештон гејт (27 000)                      | Пет Лем Самоа                          | Нема капитена                              |
| 17 | Харлеквинс Енглеска         | Твикенхајм стоп (14 800)                 | Пол Гастард Енглеска                   | Џејмс Хорвил Аустралија                    |
| 18 | Нортхемптон Сеинтс Енглеска | Френклинс гарден (15 200)                | Крис Бојд Нови Зеланд                  | Дилан Хартли Енглеска                      |
| 19 | Сејл шаркс Енглеска         | Стадион Бел (12 000)                     | Стив Диамонд Енглеска                  | Џоно Рос Јужноафричка Република            |
| 20 | Вустер вориорс Енглеска     | Стадион Сиксвејс (11 500)                | Алан Соломонс Јужноафричка Република   | Герит Жан ван Велце Јужноафричка Република |

## Групна фаза
Двадесет екипа подељено је у пет група и играло се двокружно. Четири бода су се додељивала за победу и два бода за нерешено, један бонус бод се добијао за четири или више постигнутих есеја на једној утакмици и један бонус бод за пораз мањи од осам поена разлике. У завршницу такмичења пролазили су пет првопласираних екипа и три најбоље другопласиране екипе.
Уколико после одиграних шест кола, клубови буду имали исти број бодова на табели, одлучиваће:
Већи број бодова у међусобним дуелима.
Боља поен разлика у међусобним дуелима.
Више постигнутих есеја у међусобним дуелима.
Групна фаза се играла током јесени и зиме 2018.

### Група 1

#### Резултати
Темишвар сараценси  - Дрегонси  17-54
Нортхемптон сеинтси  - Клермон Оверња  20-41
Дрегонси  - Нортхемптон сеинтси  21-35
Клермон Оверња  - Темишвар сараценси  70-12
Темишвар сараценси  - Клермон Оверња  14-47
Нортхемптон сеинтси  - Дрегонси  48-14
Темишвар сараценси  - Нортхемптон сеинтси  0-28 (службени резултат)
Клермон Оверња  - Дрегонси  49-24
Дрегонси  - Темишвар сараценси  59-3
Клермон Оверња  - Нортхемптон сеинтси  48-40
Дрегонси  - Клермон Оверња  7-49
Нортхемптон сеинтси  - Темишвар сараценси  111-3

#### Табела
| Табела                | ИГ | Д | Н | И | ПД  | ПП  | ББ | Бод. |
| --------------------- | -- | - | - | - | --- | --- | -- | ---- |
| 1. Клермон Оверња     | 6  | 6 | 0 | 0 | 304 | 117 | 6  | 30   |
| 2. Нортхемптон Сеинтс | 6  | 4 | 0 | 2 | 282 | 127 | 5  | 21   |
| 3. Дрегонси           | 6  | 2 | 0 | 4 | 179 | 201 | 2  | 16   |
| 4. Темишвар сарасенси | 6  | 0 | 0 | 6 | 49  | 369 | 0  | 1    |

### Група 2

#### Резултати
Оспрејси  - По  27-0
Стад Франс  - Вустер вориорси  27-38
По  - Стад Франс  21-15
Вустер вориорси  - Оспрејси  27-21
По  - Вустер вориорси  21-6
Оспрејси  - Стад Франс  51-20
Стад Франс  - Оспрејси  12-3
Вустер вориорси  - По  23-7
Стад Франс  - По  35-14
Оспрејси  - Вустер вориорси  18-20
По  - Оспрејси  26-21
Вустер вориорси  - Стад Франс  36-31

#### Табела
| Табела            | ИГ | Д | Н | И | ПД  | ПП  | ББ | Бод. |
| ----------------- | -- | - | - | - | --- | --- | -- | ---- |
| 1. Вустер вориорс | 6  | 5 | 0 | 1 | 150 | 125 | 2  | 22   |
| 2. Оспрејс        | 6  | 2 | 0 | 4 | 141 | 105 | 5  | 13   |
| 3. По             | 6  | 3 | 0 | 3 | 89  | 127 | 1  | 13   |
| 4. Стад Франс     | 6  | 2 | 0 | 4 | 140 | 163 | 4  | 12   |

### Група 3

#### Резултати
Перпињан  - Сејл шаркси  24-41
Конот  - Бордо бегл  22-10
Сејл шаркс  - Конот  34-14
Бордо бегл  - Перпињан  25-25
Конот  - Перпињан  22-10
Бордо бегл  - Сејл шаркс  24-50
Перпињан  - Конот  21-36
Сејл шаркс  - Бордо бегл  14-17
Перпињан  - Бордо бегл  27-34
Конот  - Сејл шаркс  20-18
Бордо бегл  - Конот  27-33
Сејл шаркс  - Перпињан  39-10

#### Табела
| Табела         | ИГ | Д | Н | И | ПД  | ПП  | ББ | Бод. |
| -------------- | -- | - | - | - | --- | --- | -- | ---- |
| 1. Сејл шаркс  | 6  | 4 | 0 | 2 | 196 | 108 | 6  | 22   |
| 2. Конот рагби | 6  | 5 | 0 | 1 | 146 | 120 | 2  | 22   |
| 3. Бордо бегл  | 6  | 2 | 1 | 3 | 137 | 171 | 2  | 12   |
| 4. Перпињан    | 6  | 0 | 1 | 5 | 117 | 197 | 1  | 3    |

### Група 4

#### Резултати
Јенисеј Краснојарск  - Ла Рошел  21-82
Бристол берс  - Парма Зебре  43-22
Ла Рошел  - Јенисеј Краснојарск  64-24
Парма Зебре  - Бристол берс  20-17
Јенисеј Краснојарск  - Парма Зебре  14-31
Бристол берс  - Ла Рошел  22-35
Парма Зебре  - Јенисеј Краснојарск  58-14
Ла Рошел  - Бристол берс  3-13
Ла Рошел  - Парма Зебре  32-12
Јенисеј Краснојарск  - Бристол берс  9-65
Бристол берс  - Јенисеј Краснојарск  107-19
Парма Зебре  - Ла Рошел  10-22

#### Табела
| Табела                 | ИГ | Д | Н | И | ПД  | ПП  | ББ | Бод. |
| ---------------------- | -- | - | - | - | --- | --- | -- | ---- |
| 1. Стад Рошел          | 6  | 5 | 0 | 1 | 238 | 104 | 4  | 24   |
| 2. Бристол берс        | 6  | 4 | 0 | 2 | 267 | 108 | 5  | 21   |
| 3. Парма Зебре         | 6  | 3 | 0 | 3 | 153 | 142 | 2  | 14   |
| 4. Јенисеј Краснојарск | 6  | 0 | 0 | 6 | 103 | 407 | 1  | 1    |

### Група 5

#### Резултати
Бенетон Тревизо  - Гренобл  40-14
Харлеквинси  - Ажен  54-22
Ажен  - Бенетон Тревизо  20-19
Гренобл  - Харлеквинси  20-17
Гренобл  - Ажен  14-31
Бенетон Тревизо  - Харлеквинси  22-35
Ажен  - Гренобл  58-14
Харлеквинси  - Бенетон Тревизо  3-13
Бенетон Тревизо  - Ажен  32-12
Харлеквинси  - Гренобл  9-65
Ажен  - Харлеквинси  107-19
Гренобл  - Бенетон Тревизо  10-22

#### Табела
| Табела        | ИГ | Д | Н | И | ПД  | ПП  | ББ | Бод. |
| ------------- | -- | - | - | - | --- | --- | -- | ---- |
| 1. Харлеквинс | 6  | 4 | 0 | 2 | 179 | 113 | 5  | 21   |
| 2. Бенетон    | 6  | 4 | 0 | 2 | 171 | 106 | 4  | 20   |
| 3. Гренобл    | 6  | 2 | 0 | 4 | 92  | 159 | 1  | 9    |
| 4. Ажен       | 6  | 2 | 0 | 4 | 112 | 176 | 1  | 9    |

## Завршница такмичења

### Учесници завршнице такмичења
После одиграних шест кола и завршене групне фазе такмичења, осам екипа са највише бодова, пет првопласираних и три најбоље другопласиране екипе, обезбедиле су пласман у четвртфинале.
Пет првопласираних екипа:
- Клермон Оверња
- Ла Рошел
- Сејл шаркс
- Вустер вориорс
- Харлеквинс

Три најбоље другопласиране рагби екипе:
- Конот рагби
- Бристол берс
- Нортхемптон Сеинтс

### Резултати завршнице такмичења
Утакмице четвртфинала, полуфинала и финала биле су одигране током пролећа 2019. Предност домаћег терена у четвртфиналу и полуфиналу су имали тимови који су сакупили већи број бодова током групне фазе такмичења. Финале је одиграно на неутралном терену у Њукаслу. Клермон је до финала дошао тако што је био бољи од Нортхемптона и Харлеквинса, а Ла Рошел је на путу до Њукасла надиграо Бристол и Сејл. Очекивано богати француски рагби клуб Клермон је оправдао улогу фаворита у Купу европских изазивача те сезоне.
|  | Четвртфинале        | Четвртфинале        |                      |    | Полуфинале | Полуфинале |  |  | Финале | Финале |
|  |                     |                     |                      |    |            |            |  |  |        |        |
|  | 31. март - Салфорд  |                     |                      |    |            |            |  |  |        |        |
|  |                     |                     |                      |    |            |            |  |  |        |        |
|  | Сејл                | 61                  |                      |    |            |            |  |  |        |        |
|  | Сејл                | 61                  | 20. април - Ла Рошел |    |            |            |  |  |        |        |
|  | Конот               | 38                  |                      |    |            |            |  |  |        |        |
|  | Конот               | 38                  | Ла Рошел             | 24 |            |            |  |  |        |        |
|  | 31. март - Ла Рошел |                     | Ла Рошел             | 24 |            |            |  |  |        |        |
|  |                     | Сејл                | 20                   |    |            |            |  |  |        |        |
|  | Ла Рошел            | Сејл                | 20                   | 39 |            |            |  |  |        |        |
|  | Ла Рошел            |                     | 10. мај - Њукасл     | 39 |            |            |  |  |        |        |
|  | Бристол             | 15                  |                      |    |            |            |  |  |        |        |
|  | Бристол             | 15                  | Клермон              | 36 |            |            |  |  |        |        |
|  | 30. март - Вустер   |                     | Клермон              | 36 |            |            |  |  |        |        |
|  |                     | Ла Рошел            | 16                   |    |            |            |  |  |        |        |
|  | Вустер              | Ла Рошел            | 16                   | 16 |            |            |  |  |        |        |
|  | Вустер              | 20. април - Клермон |                      | 16 |            |            |  |  |        |        |
|  | Харлеквинси         | 18                  |                      |    |            |            |  |  |        |        |
|  | Харлеквинси         | 18                  | Клермон              | 32 |            |            |  |  |        |        |
|  | 29. март - Клермон  |                     | Клермон              | 32 |            |            |  |  |        |        |
|  |                     | Харлеквинси         | 27                   |    |            |            |  |  |        |        |
|  | Клермон             | Харлеквинси         | 27                   | 20 |            |            |  |  |        |        |
|  | Клермон             |                     |                      | 20 |            |            |  |  |        |        |
|  | Нортхемптон         | 10                  |                      |    |            |            |  |  |        |        |
|  | Нортхемптон         | 10                  |                      |    |            |            |  |  |        |        |

## Финале

### Састави
Клермон Оверња
Меле/Скрам
Прва линија скрама
- Етијен Фалгу, Стуб
- Бенџамин Кајзер, Талонер
- Раба Слимани, Стуб

Друга линија скрама
- Ситалеки Тимани
- Себастијан Вахамахина

Трећа линија скрама
- Артур Итурија, Крилни
- Александар Лапандри, Крилни
- Фриц Ли, Чеп

Линија/Бекови
- Морган Пара, Деми
- Камиле Лопез, Отварач
- Весли Фофана, Први центар
- Џорџ Моала, Други центар
- Аливерети Рака, Лево крило
- Демијен Пено, Десно крило
- Исаија Тоева, Аријер

Резерве
- Џон Улуџија
- Бека Какабаце
- Давит Зиракашвили
- Пол Једрасијак
- Песели Јато
- Грег Леидлов
- Тим Нанаји Вилијамс
- Аписаји Накалеву

Ла Рошел
Меле/Скрам
Прва линија скрама
- Дени Присо, Стуб
- Жан Ориоли, Талонер
- Уини Атонио, Стуб

Друга линија скрама
- Ромејн Сази
- Метју Танги

Трећа линија скрама
- Вијан Либенберг, Крилни
- Кевин Гордон, Крилни
- Грегори Алдрит, Чеп

Линија/Бекови
- Тавера Кер Берлов, Деми
- Ихаја Вест, Отварач
- Пјер Ажилон, Први центар
- Џофри Думајру, Други центар
- Марк Андру, Лево крило
- Артур Ретијер, Десно крило
- Винсент Ратез, Аријер

Резерве
- Пјер Бугарит
- Винсент Пело
- Артур Џоли
- Томас Холмс
- Зено Кифт
- Алексис Балс
- Жереми Сарзи
- Левани Ботиа

### Поени
Поени за Клермон
Есеји: Пено, Ли, Фофана
Претварања: Леидлов (3)
Пенали: Пара, Леидлов (4)
Поени за Ла Рошел
Есеји: Атонио
Претварања: Вест
Пенали: Вест (3)

### Статистика финала
Посед лопте
Клермон 48%
Ла Рошел 52%
Освојено метара
Клермон 437
Ла Рошел 570
Додавања/Пасеви
Клермон 163
Ла Рошел 197
Офлоудови
Клермон 13
Ла Рошел 24
Обарања
Клермон 163
Ла Рошел 128
Промашена обарања
Клермон 26
Ла Рошел 22
Казне
Клермон 7
Ла Рошел 11
Жути картони
Клермон 1
| Клермон | 36 - 16 | Ла Рошел |
| ------- | ------- | -------- |
|         |         |          |

| Победник Купа европских изазивача у рагбију 2018/2019. |
| ------------------------------------------------------ |
| Клермон Оверња 3. титула                               |

## Индивидуална статистика играча
Највише поена
- Ихаја Вест  64 поена, Ла Рошел
- Карло Кана  59 поена, Зебре
- Маркус Смит  59 поена, Харлеквинси
- Калум Шиди  57 поена, Бристол
- Грег Леидлов  56 поена, Клермон Оверња

Највише есеја
- Питер Бетем  10 есеја, Клермон Оверња
- Крис Ештон  8 есеја, Сејл шаркс
- Алекс Мичел  7 есеја, Нортхемптон сеинтс
- Енди Урен  6 есеја, Бристол
- Том Пинкус  6 есеја, Бристол
- Грегори Алдрит  5 есеја, Ла Рошел

## Публика
- Клермон Оверња , 16 000 гледалаца просечно по мечу
- Ла Рошел , 15 000 гледалаца просечно по мечу
- Бордо бегл , 13 000 гледалаца просечно по мечу
- Нортхемптон сеинтс , 11 000 гледалаца просечно по мечу
- Харлеквинс , 8 000 гледалаца просечно по мечу
- Бристол берс , 8 000 гледалаца просечно по мечу
- Гренобл , 7 000 гледалаца просечно по мечу
- По , 6 000 гледалаца просечно по мечу
- Вустер вориорс , 6 000 гледалаца просечно по мечу
- Оспрејс , 6 000 гледалаца просечно по мечу
- Стад Франс , 5 000 гледалаца просечно по мечу
- Перпињан , 5 000 гледалаца просечно по мечу
- Конот , 5 000 гледалаца просечно по мечу
- Дрегонси , 4 000 гледалаца просечно по мечу
- Сејл шаркс , 4 000 гледалаца просечно по мечу
- Бенетон Тревизо , 3 000 гледалаца просечно по мечу
- Ажен , 2 000 гледалаца просечно по мечу
- Зебре , 2 000 гледалаца просечно по мечу
- Темишвар сарасенси , 1 500 гледалаца просечно по мечу
- Јенисеј Краснојарск , 1 000 гледалаца просечно по мечу

## Рекорди
Највећа победа на домаћем терену
- Нортхемптон - Темишвар 111-3

Највећа победа на гостујућем терену
- Јенисеј - Ла Рошел 21-82

Играч који је постигао највише поена у једном мечу
- Максим Лафаж 25 поена за Ла Рошел против Јенисеја

Играч који је постигао највише есеја у једном мечу
- Енди Урен 5 есеја за Бристол против Јенисеја

Највећа посета
- Клермон - Ла Рошел 28 000 гледалаца

## Видео снимци
Финале Клермон - Ла Рошел, снимак целе утакмице
European rugby challenge cup final 2019 - YouTube